# Palaciosmil
Palaciosmil es una localidad del municipio leonés de Quintana del Castillo, en la Comunidad Autónoma de Castilla y León. El pueblo se encuentra al final del valle del río Palaciosmil, a orillas del embalse de Villameca, formado con las aguas del Río Tuerto. Se accede a través de una carretera que sale del pueblo de Quintana del Castillo.
La iglesia está dedicada a Santiago Apóstol.

## Localidades limítrofes
Confina con las siguientes localidades:
- Al este con Quintana del Castillo.
- Al sur con el Embalse de Villameca y Villameca.

## Demografía
Evolución de la población
| Gráfica de evolución demográfica de Palaciosmil entre 2000 y 2017  |
|                                                                    |
| Población de derecho (2000-2017) según el padrón municipal del INE |

## Historia
Así se describe a Palaciosmil en el tomo XII del Diccionario geográfico-estadístico-histórico de España y sus posesiones de Ultramar, obra impulsada por Pascual Madoz a mediados del siglo XIX:

Lugar en la provincia de León, partido judicial y diócesis de Astorga, audiencia territorial y capitanía general de Valladolid, ayuntamiento de Sueros; Situado en una ladera; su clima es frío, pero sano. Tiene 24 casas; iglesia parroquial (Santiago) matriz de Oliegos, servida por un cura de ingreso y libre provisión; y buenas aguas potables. Confina con término del anejo, Quintana, Villamariel y Villameca. El terreno es flojo. Producciones: centeno, patatas y pastos; cría ganados y alguna caza. Población: 24 vecinos, 99 almas. Contribución: con el ayuntamiento.
Diccionario geográfico-estadístico-histórico de España y sus posesiones de Ultramar